# Мерс-эль-Кебир

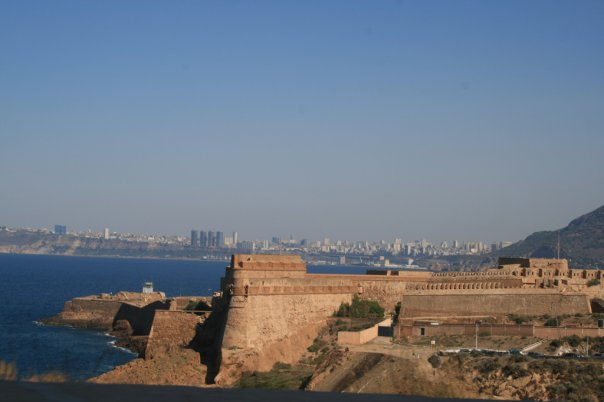
Форт в Мерс-эль-Кебире

Мерс-эль-Кеби́р — портовый город и военно-морская база Алжира в западной части залива Оран.
База доступна для всех классов кораблей. Акватория защищена восточным молом (протяжённость около 1800 м) и северным молом (протяжённость около 2000 м). Вход шириной 200 м выполнен между молами. Наибольшая глубина в гавани — 28 м. Длина причальной стенки свыше 10 000 м, глубина — 10…12 м.
В прибрежном горном массиве располагается комплекс подземных сооружений — штаб, казармы, мастерские. Также имеются наружные складские помещения, площадью порядка 2,6 км²: склад горючего.
Судоремонтные предприятия располагают доками и слипом, обеспечивающими ремонт кораблей до эсминцев включительно, а также подводных лодок.
В районе военно-морской базы располагается аэродром «Бу-Сфер», с ВПП длинной 3000 м.